# Miracle in Cell No. 7
Pour plus de détails, voir Fiche technique et Distribution.
Miracle in Cell No. 7 (hangeul : 7번방의 선물 ; RR : 7beonbangui seonmul ; littéralement : « Un cadeau de la chambre 7 ») est une comédie dramatique sud-coréenne et réalisée par Lee Hwan-kyeong, sortie en 2013.

## Synopsis
Un homme handicapé mentalement, Yong Gu, vit avec sa fille Ye-seung de 6 ans. Malheureusement il se voit accusé d'un meurtre qu'il n'a pas commis pour la simple raison d'avoir été sur les lieux. Condamné, il est enfermé dans une cellule avec cinq autres prisonniers qui finissent par l'aider à faire venir sa petite fille en prison.

## Fiche technique
Sauf indication contraire, les informations mentionnées dans cette section peuvent être confirmées par la base de données cinématographiques IMDb,  présente dans la section « Liens externes ».
- Titre : Miracle in Cell No. 7
- Titre original : 7번방의 선물 (7beonbangui seonmul)
- Réalisation : Lee Hwan-kyeong
- Scénario : Kim Hwang-seong, Kim Yeong-seok et Lee Hwan-gyeong
- Musique : Lee Dong-june
- Photographie : Kang Seung-gi
- Montage : Choi Jai-geun, Kim So-youn
- Production : Kim Min-ki et Lee Sang-hoon
- Société de production : Fireworks/CL Entertainment
- Société de distribution : Next Entertainment World
- Pays d’origine :  Corée du Sud
- Langue originale : coréen
- Genre : comédie dramatique
- Durée : 127 minutes
- Format : couleur - 35 mm - 2.35:1 - son Dolby Digital
- Date de sortie :
  - Corée du Sud : 23 janvier 2013

## Distribution
Sauf indication contraire ou complémentaire, les informations mentionnées dans cette section peuvent être confirmées par la base de données Hancinema
- Ryoo Seung-ryong : Lee Yong-goo
- Park Shin-hye : Ye-seung, adulte
- Kal So-won : Ye-seung, enfant
- Jung Jin-young : Jang Min-hwan
- Oh Dal-soo : So Yang-ho
- Park Won-sang : Choi Choon-ho
- Kim Jung-tae : Kang Man-beom
- Jung Man-sik : Shin Bong-shik
- Kim Ki-cheon : Seo, le vieil homme

## Distinctions

### Récompenses
- Baeksang Arts Awards 2013 : 
  - Grand prix pour le film - Ryoo Seung-ryong[2]
  - Actrice la plus populaire - Park Shin-hye
- Mnet 20's Choice Awards 2013 : Meilleur acteur pour Ryoo Seung-ryong
- Grand Bell Awards 2013 :
  - Meilleur acteur pour Ryoo Seung-ryong
  - Prix spécial du jury pour Kal So-won
  - Meilleur scénario pour Lee Hwan-kyeong
- Blue Dragon Film Awards 2013 : Meilleur film

### Nominations
- Baeksang Arts Awards 2013 :
  - Meilleur film
  - Meilleur acteur pour Ryoo Seung-ryong
  - Meilleur acteur dans un second rôle pour Oh Dal-soo
  - Meilleure actrice dans un second rôle pour Park Shin-hye
  - Meilleure nouvelle actrice pour Kal So-won
  - Meilleur scénario pour Lee Hwan-kyeong, Kim Hwang-seong, Kim Young-seok
- Mnet 20's Choice Awards 2013 : Meilleure actrice pour Park Shin-hye
- Grand Bell Awards 2013 :
  - Meilleur cinématographie pour Kang Seung-ki
  - Meilleur réalisateur pour Lee Hwan-kyeong
  - Meilleur acteur dans un second rôle pour Oh Dal-soo
  - Meilleure actrice pour Kal So-won
  - Meilleure nouvelle actrice pour Kal So-won
- Blue Dragon Film Awards 2013 :
  - Meilleur acteur pour Ryoo Seung-ryong
  - Meilleure musique pour Lee Dong-joon
  - Meilleur scénario pour Lee Hwan-kyeong